# Alla Tsoeper
Alla Petrovna Tsoeper (Wit-Russisch: Ала Пятроўна Цупер; Oekraïens: Алла Петрівна Цупер; Russisch: Алла Петровна Цупер) (Rivne, 16 april 1979) is een Oekraïens-Wit-Russische freestyleskiester, gespecialiseerd op het onderdeel aerials. Ze vertegenwoordigde Oekraïne op de Olympische Winterspelen 1998, op de Olympische Winterspelen 2002, de Olympische Winterspelen 2006, de Olympische Winterspelen 2010, de Olympische Winterspelen 2014 de Olympische Winterspelen 2018 nam ze deel namens Wit-Rusland.

## Carrière
Bij haar wereldbekerdebuut, in december 1996 in Tignes, scoorde Tsoeper haar eerste wereldbekerpunten. Een maand na haar debuut behaalde ze in Lake Placid haar eerste toptienklassering in een wereldbekerwedstrijd. In maart 2000 stond Tsoeper in Livigno voor de eerste maal in haar carrière op het podium van een wereldbekerwedstrijd. Op 2 december 2000 boekte ze in Whistler haar eerste wereldbekerzege. In het seizoen 2001/2002 won ze de wereldbeker aerials.
Tsoeper nam in haar carrière vijfmaal deel aan de wereldkampioenschappen freestyleskiën. Haar beste resultaat was de vierde plaats op het onderdeel aerials tijdens de wereldkampioenschappen freestyleskiën 2007 in Madonna di Campiglio.
Tijdens de Olympische Winterspelen van 1998 in Nagano eindigde Tsoeper als vijfde op het onderdeel. Op de Olympische Winterspelen 2014 in Sotsji veroverde ze de gouden medaille op het onderdeel aerials.

## Resultaten

### Olympische Spelen
| Jaar | Plaats         | Resultaten  |
| ---- | -------------- | ----------- |
| 1998 | Nagano         | 5e Aerials  |
| 2002 | Salt Lake City | 9e Aerials  |
| 2006 | Turijn         | 10e Aerials |
| 2010 | Vancouver      | 8e Aerials  |
| 2014 | Sotsji         | Aerials     |
| 2018 | Pyeongchang    | 4e Aerials  |

### Wereldkampioenschappen
| Jaar | Plaats               | Resultaten  |
| ---- | -------------------- | ----------- |
| 1997 | Nagano               | 13e Aerials |
| 2001 | Whistler             | 10e Aerials |
| 2003 | Deer Valley          | 12e Aerials |
| 2005 | Ruka                 | 5e Aerials  |
| 2007 | Madonna di Campiglio | 4e Aerials  |

### Wereldbeker
Eindklasseringen
| Seizoen   | Algm   | AE     |
| --------- | ------ | ------ |
| 1996/1997 | 59e    | 19e    |
| 1997/1998 | 38e    | 11e    |
| 1999/2000 | 9e     | 4e     |
| 2000/2001 | Brons  | Zilver |
| 2001/2002 | Zilver | Goud   |
| 2002/2003 | 34e    | 15e    |
| 2004/2005 | 26e    | 9e     |
| 2005/2006 | 8e     | Zilver |
| 2006/2007 | 12e    | 5e     |
| 2007/2008 | 12e    | Brons  |
| 2008/2009 | 42e    | 14e    |
| 2009/2010 | 65e    | 25e    |
| 2010/2011 | 38e    | 11e    |
| 2013/2014 | 49e    | 13e    |
| 2017/2018 | 50e    | 11e    |
| 2019/2020 | 115e   | 25e    |

Wereldbekerzeges
| Datum            | Plaats         | Onderdeel |
| ---------------- | -------------- | --------- |
| 2 december 2000  | Whistler       | Aerials   |
| 13 januari 2001  | Mont Tremblant | Aerials   |
| 9 september 2001 | Mount Buller   | Aerials   |
| 20 januari 2002  | Lake Placid    | Aerials   |
| 27 januari 2002  | Whistler       | Aerials   |
| 19 maart 2006    | Apex           | Aerials   |
| 27 januari 2008  | Mont Gabriel   | Aerials   |
| 18 januari 2009  | Lake Placid    | Aerials   |